# Гробница на Хафез
Гробницата на Хафез, по-известна като Хафезие (на персийски: حافظیه), е разположена в град Шираз, Иран, където е и роден поетът Хафез.
Самата гробница и свързаната с нея зала, са две мемориални структури, издигнати в северната част на град Шираз, в памет на прочутия персийски поет Хафез. Отворените структури се намират в градините „Мусала“. Настоящите сгради, които са построени през 1935 г. и са проектирани от френския архитект и археолог Андре Годар, се намират на мястото на предишни пристройки, най-известната от които е построена през 1773 г. Мемориалът, градините и заобикалящите го гробници на други велики фигури, са фокус на туризма в Шираз.
Хафезие е разположен на площ от 20 000 кв. м. Комплексът има 4 входно-изходни врати. Главната порта е разположена в северната част, други две врати са разположени в западната, а последната – в източната част.
Осем колони, всяка от които е висока по десет метра, поддържат меден купол, който е във формата на шапка на дервиш. Вътрешната страна на купола е покрита с цветни фантастични мозайки.
Оригиналната четириколонна мемориална зала, която е построена през 1773 г. от Карим хан Занд, е много разширена. Шестнадесет колони са добавени към четирите оригинала, образувайки дълга веранда, а върху някои от фасадите, са гравирани газели и други откъси от поезията на Хафез.
За иранците, посещението на гробницата на Хафез е като да отидат на гробницата на свой роднина. Някои носят розова вода, за да измият надгробния камък и поставят цветя на гроба. Други посетители се молят на гробницата на поета, като искат от него да им предскаже състоянието, в което се намират чрез поемите си, или да им даде мъдри съвети чрез стиховете си. След това, отваряйки очи, те отварят книгата на случайна страница и написаното на нея, дава отговор на въпросите им.
- Вътрешната част на купола
- Хафезие
- Хафезие вечер